# Ghjuventù indipendentista
Pour les articles homonymes, voir GI.
 (janvier 2024).
 (janvier 2024).
Si vous disposez d'ouvrages ou d'articles de référence ou si vous connaissez des sites web de qualité traitant du thème abordé ici, merci de compléter l'article en donnant les références utiles à sa vérifiabilité et en les liant à la section « Notes et références ».
La Ghjuventù Indipendentista (en corse « Jeunesse indépendantiste », GI) est un syndicat étudiant et mouvement de jeunesse indépendantiste corse fondé en 1999 à l'université de Corse.
La Ghjuventù Indipendentista est le plus important syndicat étudiant de l'université de Corse.
Son approche politique se situe résolument dans la lutte de libération nationale (A Lotta di Liberazione Naziunale) qui a pour objectif la responsabilisation et par voie de conséquence l’émancipation du peuple corse. Pour ce mouvement, les concepts indissociables de peuple et de nation représentent des valeurs centrales non négociables. Ils fondent et légitiment une action inscrite dans le droit fil des luttes des patriotes corses contre les dominations coloniales successives. Ils ouvrent politiquement la voie à la mise en œuvre d’une solution globale, basée sur la reconnaissance en droit de la nation corse.
Ce mouvement public composé essentiellement de jeunes axe majoritairement sa lutte sur la promotion de la langue corse, du patrimoine matériel et immatériel insulaire, le soutien aux prisonniers politiques, la corsisation des emplois, la reconnaissance d'un statut de citoyenneté corse et d'un statut fiscal, l'accession à la souveraineté nationale, etc.
Le mouvement compte aujourd'hui une centaine de jeunes militants dans toute la Corse à travers 4 sections régionales : Ajaccio, Corte, Balagne, Bastia  la structure est gérée par un bureau collégiale de 5 personnes depuis Avril 2024.

## Historique
La Cunsulta di i Studienti Corsi (CSC), crée à Nice en 1974, occupe à elle seule le terrain de la lutte de masse à l’università di Corti jusqu’à la division du FLNC à la fin des années 80.
En 1992, naît la Ghjuventù Paolina à la suite de désaccords très importants avec la ligne politique. En effet en pleine guerre fratricide entre nationalistes, la CSC est alors proche d'a Cuncolta (son secrétaire d'alors, Jean-Christophe Angelini, quittera a Cuncolta en 1993 pour protester contre l'assassinat de Robert Sozzi et co-fondera le parti autonomiste Scelta Nova qui fusionnera avec l'UPC pour fonder le PNC dont Jean-Christophe Angelini devint ensuite le dirigeant et se fit élire maire de Porto-Vecchio) tandis que la Ghjuventù Paolina est associée un temps à l'ANC (un de ses cadres, Christophe Garelli, est considéré proche de l'ANC avant son assassinat en 1998 par des membres d'a Cuncolta, tandis qu'un autre cadre d'a Ghjuventù Paolina, Jean-Félix Acquaviva, fera partie un temps de Corsica Viva avant de devenir député du parti autonomiste Femu a Corsica à partir de 2017) puis au Rinnovu Naziunale de Paul-Félix Benedetti (dont le frère Félix Benedetti a été un des meneurs d'a Ghjuventù Paolina) à partir de 1998.
En décembre 1999, de jeunes étudiants créent la Ghjuventù Indipendentista, en solidarité avec la ligne politique d'a Cuncolta Indipendentista, le parti mené par Jean-Guy Talamoni et Charles Pieri,.Ces jeunes ne reconnaissaient pas dans les deux tendances étudiantes déjà existantes (la CSC étant devenue autonomiste modérée sous l'influence de l'évolution d'Angelini, tandis qu'a Ghjuventù Paolina étaient contrôlés par les indépendantistes radicaux d'u Rinnovu, opposés à la Cuncolta depuis l'assassinat de Robert Sozzi en 1993 et qui étaient dans les rangs de l'ANC de Pierre Poggioli, alliée au MPA contre la Cuncolta lors de la guerre fratricide).
Après 10 ans d'existence, a Ghjuventù Indipendentista fusionne avec la CSC pour former a Cunsulta di a Ghjuventù Corsa (CGC). La Ghjuventù Paolina refuse la fusion et reste indépendante de la CGC.
À la suite de nombreux désaccords politiques avec une CGC devenue autonomiste et modérée, une scission radicalement indépendantiste a lieu en novembre 2012, au sein du syndicat étudiant de la CGC : la GI se détache de la CGC et redevient indépendante. Cette scission est à l'initiative de François Santoni (homonyme du dirigeant des années 1990 et futur dirigeant de la GI) et des futurs prisonniers politiques Stéphane Tomasini, Joseph-Marie Verdi et Nicolas Battini (alors qu'il était encore un militant indépendantiste d'ailleurs très opposé au racisme et à l'impérialisme occidental à l'époque). Mais cette re-création marque un renouveau de la lutte des jeunes au sein du mouvement national. La Ghjuventù Indipendentista ne se contente plus seulement d'agir au niveau syndical et devient un mouvement de la Lutte de la Libération Nationale totalement indépendant de toute structure (bien qu'entretenant de bonnes relations avec Corsica Libera puis Nazione, on peut voir les militants de la GI aux Ghjurnate Internaziunale di Corti, organisées par CL/Nazione chaque année).
Depuis 2021, la CGC et la GI s’allient à nouveau sur le terrain étudiant et remportent les élections de l’Università di Corsica en 2024.
En août 2024, aux Ghjurnate, un représentant de la Ghjuventù Indipendendista annonce la création d'une alliance avec trois autres mouvements de jeunesse (Ghjuventu Paolina, Ghjuventu Libera, la branche jeunesse de Corsica Libera, et Ghjuventu in Core, la branche jeunesse de Core in Fronte) afin de réaliser des actions de terrain contre le colonialisme français.